# Lysandra italagallica
Lysandra italagallica är en fjärilsart som beskrevs av Ruggero Verity 1926. Lysandra italagallica ingår i släktet Lysandra och familjen juvelvingar. Inga underarter finns listade i Catalogue of Life.